# Sestav osmih oktaedrov z vrtilno svobodo
Sestav osmih oktaedrov z vrtilno svobodo je v geometriji simetrična porazdelitev 8 oktaedrov, ki jih obravnavamo kot tristrane antiprizme. Lahko jih naredimo s prekrivajočimi se enakimi oktaedri, ki jih zavrtimo okoli osi, ki potekajo skozi središče nasprotnih oktaedrov. Vsak oktaeder zavrtimo za enak kot θ. 
Kadar je θ = 0 so vsi oktaedri na istem mestu. Ko pa je θ = 60º  so oktaedri po parih na istem mestu, to pa pomeni, da imamo dve kopiji sestava štirih oktaedrov.

## Kartezične koordinate
kartezične koordinate za oglišča so vse permutacije 
(±(1 − cosθ + (√3) sin θ), ±(1 − cosθ − (√3)sinθ), ±(1 + 2 cos θ))

## Vir
- Skilling, John (1976), »Uniform Compounds of Uniform Polyhedra«, Mathematical Proceedings of the Cambridge Philosophical Society, 79: 447–457, doi:10.1017/S0305004100052440, MR 0397554.